# Ahab (zespół muzyczny)
Ahab – niemiecki zespół muzyczny z gatunku funeral doom, założony w 2004 roku przez Daniela Droste i Christiana Hectora.

## Historia
Zespół Ahab powstał w 2004 roku z inicjatywy Daniela Droste i Christiana Hectora. Nazwa grupy wynika z fascynacji członków zespołu powieścią Hermana Melville’a Moby Dick (Ahab to nazwisko jednego z bohaterów – kapitana statku wielorybniczego „Pequod”). 

Książka jest najlepszą inspiracją dla zespołu grającego doom, takiego jak AHAB. Podoba mi się mroczna atmosfera filmu, ale książka jeszcze lepiej obrazuje tragedię ludzkiego umysłu. To nas zainspirowało najbardziej.

W 2004 roku grupa wydała własnym nakładem singiel „The Stream” zawierający jeden 12-minutowy utwór, zaś w roku 2005 pierwsze demo The Oath, na którym znalazły się cztery utwory.
Pierwsza studyjna płyta zespołu The Call Of The Wretched Sea, wydana przez Napalm Records, została bardzo dobrze przyjęta i w 2006 roku zdobyła nagrodę albumu roku w kategorii Extreme Doom Metal przyznaną przez portal Metal Storm. Album został także wysoko oceniony przez AllMusic, Eduardo Rivadavia przyznał temu wydawnictwu 4 gwiazdki.
W 2007 roku nakładem Deviant Records ukazała się limitowana reedycja dema The Oath (jedynie 150 ręcznie numerowanych kopii na płycie gramofonowej), która została wyprzedana w ciągu 2 dni od premiery.
Kolejny album studyjny grupy The Divinity Of Oceans miał premierę w lipcu 2009 roku. Płyta została nagrana z nowym basistą zespołu Stephanem Wandernothem, który zastąpił Stephana Adolpha. Na okładce albumu zamieszczono obraz Théodore'a Géricaulta zatytułowany „Tratwa Meduzy”. Podczas trasy koncertowej promującej płytę grupę wspomaga gitarzysta Markus Sailer z The Exorial, grający w zastępstwie Christiana Hectora, który zrezygnował z udziału w koncertach z powodów osobistych.

## Muzycy

### Obecny skład zespołu
- Daniel Droste – śpiew, gitara, instrumenty klawiszowe
- Christian Hector – gitara
- Stephan Wandernoth – gitara basowa
- Cornelius Althammer – perkusja

### Byli członkowie zespołu
- Stephan Adolph – gitara basowa, gitara, śpiew (2004–2008)

### Gościnna współpraca
- Markus Sailer – gitara (trasa koncertowa w 2009 roku)

## Dyskografia

### Dema
- The Oath (2005)

### Albumy studyjne
- The Call of the Wretched Sea (2006)
- The Divinity Of Oceans (2009)
- The Giant (2012)
- The Boats of the „Glen Carrig” (2015)

### Minialbumy
- The Oath (2007)

### Single
- The Stream (2004)